# Wadowice
Wadowice (njemački:srednjovjekovno Frauenstadt, 1939. – 1945. Wadowitz) je grad u Malopoljskom vojvodstvu u Poljskoj. 

## Zemljopis
Grad se nalazi u južnoj Poljskoj na rijeci Skawi, u istočnom dijelu Šleskog podnožja (Pogórze Śląskie).

## Povijest
Prvo stalno naselje na području današnjih Wadowica je osnovano krajem 10. ili početkom 11. stoljeća. Prema lokalnoj legendi, grad je osnovao  ‘Wad’ ili ‘Wład’", što je skraćenica za slavensko ime Vladislav (poljski: Władysław). Gradić se prvi put spominje kao Wadowicze u registaru u godinama 1325. – 1327. 
Wadowice su najpoznatije kao rodno mjesto pape Karola Wojtyłe. Poslije pada komunizma lokalna industrija je bankrotirala, međutim zbog očuvane prirode, povijesne baština te kao rodno mjesto pape Ivana Pavla II. dovelo je do brzog rasta turizma. Trenutno više od 200.000 ljudi posjeti grad svake godine, a taj broj raste.

## Stanovništvo
Prema popisu iz 2007. godine grad ima 19.149 stanovnika, dok je prosječna gustoća naseljenosti 1.475,3 stan./km2. Prema podacima iz 31. prosinca 2010., grad je imao 19.275 stanovnika.

## Gradovi prijatelji
- Italija, Canale d'Agordo
- Italija, Carpineto Romano
- Mađarska, Kecskemét
- Njemačka, Marktl am Inn
- Italija, Pietrelcina
- Italija, San Giovanni Rotondo

## Galerija
- Rodna kuća pape Ivana Pavla II.
- Panorama centra grada
- Gradsko poglavarstvo
- Trg Pape Ivana Pavla II.
- Zatorska ulica

## Vanjske poveznice
- Službena stranica grada